# 坎布河
49°13′17″N 12°41′8″E / 49.22139°N 12.68556°E

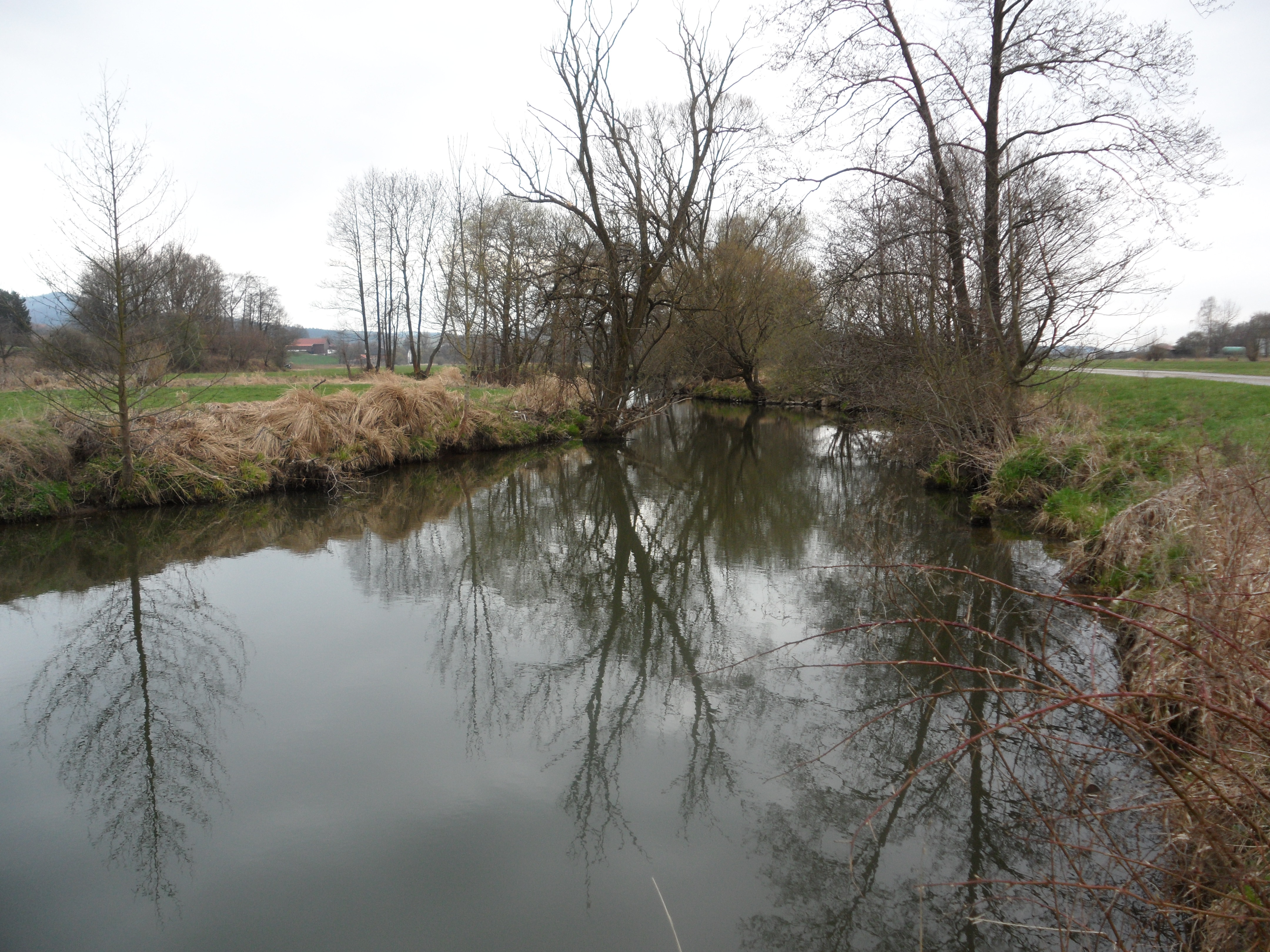
坎布河

坎布河（德语：Chamb，发音：[kamp]；捷克语：Kouba）是中歐的河流，流經捷克和德國，屬於雷根河的右支流，河道全長51公里，流域面積276平方公里，發源自克迪涅，河口處在卡姆。